# Mount Mikeno
Mount Mikeno – drzemiący wulkan w paśmie górskim Wirunga we wschodniej Afryce. 
Leży na północny zachód od wulkanu Karisimbi na terenie Parku Narodowego Wirunga w pobliżu granicy z Rwandą . Wznosi się na wysokość 4387 m n.p.m.  i jest drugim, po Karisimbi, najwyższym szczytem Wirungi .